# 264 Dywizja Piechoty (III Rzesza)
264 Dywizja Piechoty (niem. 264. Infanterie-Division) – niemiecka dywizja z czasów II wojny światowej, sformowana w Rouen na mocy rozkazu z 20 maja 1943 roku, poza falą mobilizacyjną w VI Okręgu Wojskowym.

## Struktura organizacyjna
- Struktura organizacyjna w maju 1943 roku:

891., 892. i 893. pułk grenadierów, 264. pułk artylerii, 264. batalion pionierów,  264. oddział łączności, 264. polowy batalion zapasowy;
- Struktura organizacyjna w styczniu 1945 roku:

891., 892. i 893. pułk grenadierów, 264. pułk artylerii, 264. batalion pionierów, 264. batalion fizylierów, 264. oddział łączności, 264. polowy batalion zapasowy;

## Dowódca dywizji
- Generalleutnant Albin Nake 1 VI 1943 – 18 IV 1944;